# ریچارد گان (بوکسور)
ریچارد گان (انگلیسی: Richard Gunn; ۱۶ فوریه ۱۸۷۱ – ۲۳ ژوئن ۱۹۶۱) بوکسور اهل بریتانیا بود.
وی در مسابقات کشوری و بین‌المللی در مجموع برندهٔ ۱ مدال طلا شده‌است.